# Айгрлич
Айгрлич (Айгерлич; арм. Ակնա Акна, ранее Մեծամոր Мецамор, позднее Այղրլիճ Айгрлич) — озеро в Армении, в Армавирской области, на территории Араратской равнины. Айгрлич находится в полупустынной зоне высокой испаряемости, имеет подземный вид питания. Площадь составляет 60 га, однако, летом оно сужается до 7 га. Наибольшая глубина составляет 9,5 м, объём — 310 тыс. м³, длина береговой линии — 1 км.
С северной стороны к озеру спускаются сухие предгорья Арагаца, из-под скалистых обрывов которых вытекают обильные родники с чистой студёной водой.